# Balša Koprivica
Balša Koprivica (cirílico serbio: Балша Копривица; Belgrado; 1 de mayo de 2000) es un jugador de baloncesto serbio que pertenece a la plantilla dek KK Partizan de la Liga Serbia. Con 2,16 metros de estatura, juega en la posición de pívot. Es hijo del exbaloncestista yugoslavo Slaviša Koprivica.

## Trayectoria deportiva

### Universidad
Jugó dos temporadas con los Seminoles de la Universidad Estatal de Florida, en las que promedió 6,8puntos y 3,9 rebotes  por partido.
El 13 de abril de 2021, Koprivica se declaró elegible para el draft de la NBA, renunciando a su elegibilidad universitaria restante.

#### Estadísticas
| Año     | Equipo        | PJ | PT | MPP  | %TC  | %3P   | %TL  | RPP | APP | ROB | TPP | PPP |
| ------- | ------------- | -- | -- | ---- | ---- | ----- | ---- | --- | --- | --- | --- | --- |
| 2019–20 | Florida State | 27 | 0  | 10.3 | .699 | –     | .658 | 2.4 | .3  | .3  | .3  | 4.7 |
| 2020–21 | Florida State | 24 | 20 | 19.5 | .599 | 1.000 | .689 | 5.6 | .8  | .3  | 1.4 | 9.1 |
| Total   | Total         | 51 | 20 | 14.6 | .632 | 1.000 | .677 | 3.9 | .5  | .3  | .8  | 6.8 |

### Profesional
Fue elegido en la quincuagésimo séptima posición del Draft de la NBA de 2021 por los Charlotte Hornets, quienes traspasaron sus derechos a los Detroit Pistons a cambio de Mason Plumlee and JT Thor, la elección n.º 37 del draft de 2021.
El 23 de agosto de 2021, Koprivica firmó oficialmente un contrato de tres años con el equipo de su ciudad natal y el antiguo club de su padre, el Partizan de Belgrado, bajo la dirección del entrenador Željko Obradović. En su primera temporada promedió 5,6 puntos y 4,5 rebotes por partido.